# Hagbard Jonassen
Hagbard Jonassen (24. maj 1903 i Humlum – 1. marts 1977 i Gentofte) var en dansk botaniker, kvartærgeolog, militærnægter og pacifist. Hans bidrag til tolkningen af pollendiagrammer står stadig. Han var blandt de første til at bruge nutidig pollenregn fanget i mospuder som en afgørende hjælp til aflæse fortidig vegetation ud af fossile pollenspektre.

## Videnskabeligt virke
Han studerede naturhistorie ved Københavns Universitet og blev cand. mag. i 1931. Han blev så assistent for Knud Jessen, professor i botanik Københavns Universitet og direktør for Botanisk Have. Jonassen assisterede Jessen i dennes arbejde med Irlands vegetationshistorie. 
Jonassens vigtige værk er hans doktordisputats fra 1950. Heri viste han af Vestjylland havde været dækket af skov indtil heden bredte sig.

## Pacifisme
Jonassen var medgrundlægger af Aldrig Mere Krig i 1926. Han var på det tidspunkt stud. mag. og militærnægter i Gribskov, hvorfra han var cyklet til det stiftende møde i Helsingør. Han blev valgt til næstformand. 1936-42 var han formand, hvorefter han ønskede at gå af, men fortsatte som næstformand. I 1964 afløste han Svend Haugaard som formand, men kort efter blev posten nedlagt og kollektiv ledelse indført.
Jonassen var også i 1944 medgrundlægger af Fredsvenners Hjælpearbejde, som senere skiftede navn til Mellemfolkeligt Samvirke, igen sammen med Svend Haugaard.